# Oxim

Obecný vzorec oximu. R a R’ jsou obecně organické řetězce. R’ může být i atom vodíku, v takovém případě se oxim přesněji nazývá aldoxim; v opačném případě složitějšího řetězce se jedná o ketoxim.

Oxim je název funkční skupiny, ve které je na imin navázána hydroxylová skupina. Je stabilizován díky existenci mesomerní struktury. V té přechází hydroxyl do keto formy a imin v amin. Oximy vznikají reakcí ketonu a hydroxylaminu.
Oximy mají velký význam v průmyslové výrobě. Podléhají totiž Beckmannově přesmyku, při kterém vznikají amidy karboxylových kyselin. Opět za katalytického působení silné minerální kyseliny (HF, HCl, H2SO4). Tato reakce je stereoselektivní, protože se přesmykuje vždy substituent, který je vůči odcházejícímu hydroxylu v trans postavení.

## Průmyslové využití

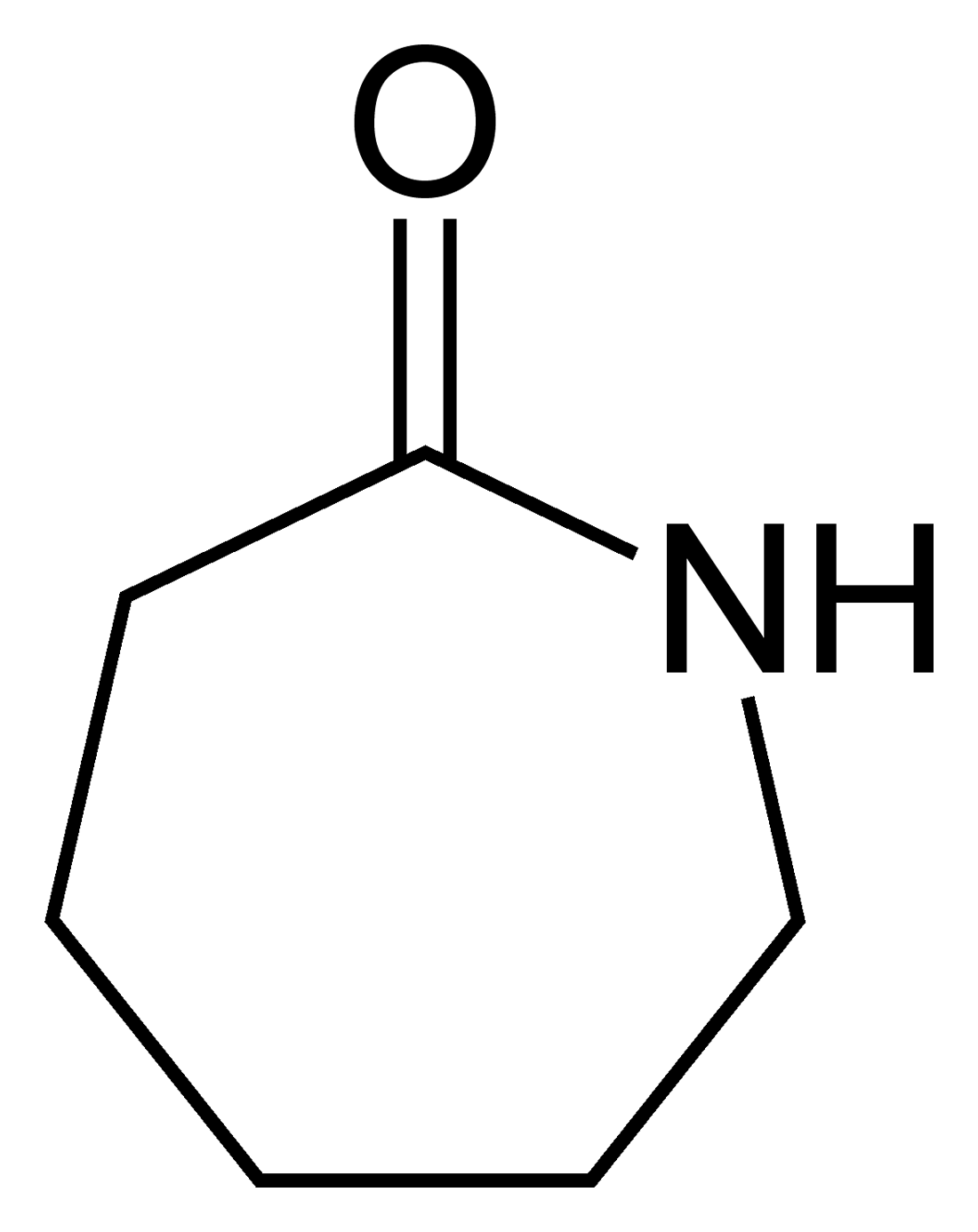
ε-kaprolaktam

Příklad průmyslového využití představuje syntéza Nylonu-6 (polyamidu). Výchozí surovinou je cyklohexanol, který dehydrogenací poskytuje cyklohexanon a po reakci s hydroxylaminem a přesmyku vzniká ε-kaprolaktam.
Jeho polymerací vznikají nylonová vlákna.

## Využití v lékařství
Při otravách organofosfáty (OP) se mohou podat oximy jako reaktivátory acetylcholinesterázy. Oximy vytěsňují OP z vazby s esterázou tak, že se na esterázu sami vážou. Tato léčba je vhodná jen v počátku otravy, než dojde k fosforylaci a vytvoření kovalentní vazby mezi OP a esterázou. Nadměrné množství oximů může samo způsobit inhibici acetylcholinesterázy. 